# Albert Hill
Albert George Hill (Southwark, 24 marzo 1889 – London, 8 gennaio 1969) è stato un mezzofondista britannico, vincitore di due medaglie d'oro e una d'argento ai Giochi olimpici di Anversa nel 1920.

## Palmarès
| Anno | Manifestazione  | Sede    | Evento           | Risultato | Prestazione | Note |
| ---- | --------------- | ------- | ---------------- | --------- | ----------- | ---- |
| 1920 | Giochi olimpici | Anversa | 800 m piani      | Oro       | 1'53"4      |      |
| 1920 | Giochi olimpici | Anversa | 1500 m piani     | Oro       | 4'01"8      |      |
| 1920 | Giochi olimpici | Anversa | 3000 m a squadre | Argento   | 20 p.       |      |